# 708 v.Chr.
Het jaar 708 v.Chr. is een jaartal volgens de christelijke jaartelling.

## Gebeurtenissen

### Assyrië
- Koning Sargon II verovert na een beleg van twee jaar Babylon.
- Sargon II laat zich kronen tot koning van Babylonië.
- In Larnaca op Cyprus wordt een steen van Sargon II opgericht.